# Matrimonio igualitario en Arkansas
El matrimonio igualitario en Arkansas es legal desde la decisión de la Corte Suprema de los Estados Unidos en el caso Obergefell contra Hodges del 26 de junio de 2015, que invalidó las prohibiciones al matrimonio igualitario en todo el país. Antes de esto, el matrimonio entre personas del mismo sexo fue brevemente legal en Arkansas a partir del 9 de mayo de 2014, como resultado de un fallo del juez Chris Piazza, quien declaró inconstitucionales las prohibiciones constitucionales y legales del estado, al considerar que violaban la Constitución.

## Historia legal

### Legislación
En 1997, la Asamblea General de Arkansas aprobó una ley que prohibía el matrimonio entre personas del mismo sexo, así como el reconocimiento de matrimonios entre personas del mismo sexo celebrados en otros estados. El proyecto de ley fue promulgado por el gobernador Mike Huckabee.

### Constitución
El 2 de noviembre de 2004, los votantes de Arkansas aprobaron la Enmienda 3 de 2004, una enmienda constitucional impulsada a nivel estatal que prohibía el reconocimiento del matrimonio igualtario, así como cualquier figura similar en el estado de Arkansas. El 27 de junio de 2013, un día después del fallo de la Corte Suprema de los Estados Unidos en el caso Estados Unidos contra Windsor, el grupo Arkansans for Equality presentó una propuesta para derogar la prohibición constitucional del matrimonio entre personas del mismo sexo. El 9 de julio de 2013, otra organización, Arkansas Initiative for Marriage Equality (AIME), formada en noviembre de 2012, presentó ante el Fiscal General de Arkansas una propuesta similar para un referéndum en 2016. El Fiscal General Dustin McDaniel rechazó tanto la propuesta de 2014 como la de 2016, citando problemas con la redacción.

### Demandas

#### CasoWright contra Arkansas
El 2 de julio de 2013, once parejas del mismo sexo presentaron una demanda ante un tribunal estatal impugnando la prohibición del matrimonio igualitario establecida en la Constitución de Arkansas. El caso fue titulado Wright contra Arkansas. El 9 de mayo de 2014, el juez Chris Piazza invalidó dicha prohibición constitucional sin emitir una suspensión judicial de su decisión. La Corte Suprema de Arkansas rechazó suspender el fallo al considerar que era preliminar, y varios condados comenzaron a emitir licencias de matrimonio a parejas del mismo sexo. Posteriormente, Piazza aclaró su orden para incluir también las disposiciones legales del estado, lo que permitió a los secretarios de condado emitir licencias sin restricciones legales adicionales.
El 16 de mayo de 2014, la Corte Suprema del estado suspendió el fallo de Piazza mientras se resolvía la apelación. El 7 de octubre, los demandantes solicitaron un juicio sumario basándose en recientes acciones de la Corte Suprema de los Estados Unidos y pidieron una resolución acelerada, que fue concedida. La corte escuchó los alegatos orales el 20 de noviembre. La corte no dictó sentencia antes del fallo federal en Obergefell v. Hodges, lo que dejó sin efecto el caso Wright. El 11 de noviembre de 2015, el exjuez Donald L. Corbin, uno de los magistrados originales en el caso, reveló que la corte había votado 5–2 a favor de declarar inconstitucional la prohibición, pero que por razones no especificadas, la corte nunca publicó el fallo y prefirió esperar al pronunciamiento de la Corte Suprema, lo que llevó finalmente a desestimar el caso como innecesario.

#### CasoJernigan contra Crane
El 15 de julio de 2013, dos parejas lesbianas presentaron una demanda federal sobre el matrimonio entre personas del mismo sexo, titulada Jernigan contra Crane, ante el Cortes de Distrito de los Estados Unidos para el Distrito Este de Arkansas. Una de las parejas demandantes buscaba obtener una licencia de matrimonio en Arkansas, mientras que la otra solicitaba el reconocimiento de su matrimonio celebrado en Nueva York. El principal demandado nombrado fue el secretario del condado de Pulaski, demandado en su calidad oficial por negar licencias matrimoniales. También fueron demandados el gobernador Mike Beebe y el fiscal general McDaniel.
El 31 de enero de 2014, los demandados estatales y del condado presentaron una moción para desestimar la demanda. El 16 de julio de 2014, los demandantes presentaron una moción para juicio sumario. El 25 de noviembre, la jueza Baker falló a favor de los demandantes y suspendió su fallo en espera de apelación. Baker determinó que la prohibición estatal del matrimonio entre personas del mismo sexo violaba el derecho fundamental al matrimonio de los demandantes.
El fiscal general McDaniel indicó que consultaría con Leslie Rutledge, quien estaba por asumir el cargo en enero de 2015, antes de decidir si apelaría la sentencia. El estado presentó un aviso de apelación ante el Octavo Circuito el 23 de diciembre. El Octavo Circuito desestimó la apelación y confirmó la decisión del tribunal de distrito el 11 de agosto de 2015.

#### CasoObergefell contra Hodges
El 26 de junio de 2015, el fallo de la Corte Suprema de los Estados Unidos en el caso Obergefell contra Hodges indicó que las prohibiciones al matrimonio entre personas del mismo sexo violan las cláusulas de debido proceso y de igual protección de la Decimocuarta Enmienda a la Constitución de los Estados Unidos. La decisión legalizó el matrimonio entre personas del mismo sexo en todo el país, incluido el estado de Arkansas. Inmediatamente después del fallo, parejas del mismo sexo comenzaron a obtener licencias de matrimonio en Arkansas. Todos los condados del estado anunciaron su intención de cumplir con el fallo, excepto los condados de Cleburne, Van Buren y Yell, que inicialmente se negaron a emitir licencias a parejas del mismo sexo, pero cedieron el 29 de junio.

### Desarrollos posteriores a la legalización
El 2 de febrero de 2017, se presentó ante la Asamblea General de Arkansas una resolución que solicitaba al Congreso de los Estados Unidos aprobar una enmienda constitucional federal que prohibiera el matrimonio igualitario. Fue patrocinada por 21 legisladores, todos miembros del Partido Republicano. El 20 de febrero, el Senado de Arkansas rechazó la resolución con una votación de 17 a 7. La resolución necesitaba 18 votos para ser aprobada. Sin embargo, ese mismo día la votación fue eliminada del acta y el Senado volvió a votar el 28 de febrero, esta vez aprobándola con 18 votos a favor y 9 en contra.
El 8 de marzo, un subcomité de la Cámara recomendó a la Cámara de Representantes de Arkansas aprobar la resolución. Sin embargo, el 14 de marzo, la Cámara la rechazó con una votación de 29 a 41. El 6 de marzo de 2017, el representante Stephen Meeks presentó un proyecto de ley ante la Asamblea General para restablecer la prohibición estatal del matrimonio igualitario. Dicho proyecto habría estado en violación de la sentencia en Obergefell contra Hodges y de la Constitución de los Estados Unidos. El proyecto fue retirado por Meeks el 14 de marzo.

## Demografía y estadísticas matrimoniales
Los datos del Censo de los Estados Unidos de 2000 mostraron que 4423 parejas del mismo sexo vivían en Arkansas. Para 2005, esta cifra había aumentado a 5890 parejas. La mayoría residía en los condados de Pulaski, Washington y Benton, pero los condados con el mayor porcentaje de parejas del mismo sexo eran Carroll (0.77% de todos los hogares del condado) y Madison (0.59%). Las parejas del mismo sexo en Arkansas eran en promedio más jóvenes que las parejas de distinto sexo y más propensas a estar empleadas. Sin embargo, los ingresos promedio y medianos eran más bajos, y también eran mucho menos propensas a ser propietarias de vivienda.
El Censo de los Estados Unidos de 2020 mostró que en Arkansas había 4133 hogares de parejas casadas del mismo sexo (1688 parejas masculinas y 2445 parejas femeninas) y 3661 hogares de parejas no casadas.